# Nathaniel Clyne
Nathaniel Edwin Clyne (sinh ngày 5 tháng 4 năm 1991) là một cầu thủ bóng đá người Anh chơi ở vị trí hậu vệ phải cho câu lạc bộ Crystal Palace tại Premier League.
Anh bắt đầu sự nghiệp của mình tại Crystal Palace, thi đấu thường xuyên trong bốn mùa giải Championship trước khi chuyển tới Southampton, nơi anh đã chơi 3 mùa giải tại Premier League. Anh gia nhập Liverpool vào tháng 7 năm 2015 với mức phí 12,5 triệu bảng.
Anh từng là thành viên đội tuyển U19 và U21 Anh. Clyne ra mắt đội tuyển quốc gia Anh vào tháng 11 năm 2014. Anh được gọi lên tuyển để chơi cho giải Euro 2016.

## Sự nghiệp câu lạc bộ

### Crystal Palace
Clyne sinh ra ở Stockwell, Luân Đôn. Anh đã ra mắt Crystal Palace in trong chiến thắng 3-0 tại EFL Championship trước Barnsley tại Selhurst Park vào ngày 18 tháng 10 năm 2008. Anh ấy đã ký hợp đồng chuyên nghiệp ba năm với câu lạc bộ hai ngày sau đó, quản lý Neil Warnock nói rằng Clyne "có một tương lai tươi sáng". Mục tiêu đầu tiên của anh đến vào ngày 8 tháng 12 năm 2009, khi anh mở tỷ số trong chiến thắng 4-2 với Reading ở phút 17. Vào tháng 2 năm 2010, anh được đề nghị chuyển đến câu lạc bộ Wolverhampton Wanderers, nhưng từ chối không tham gia các cuộc đàm phán với quản lý Mick McCarthy.
Trong mùa giải 2010-11, Clyne là cầu thủ trẻ nhất trong Football League thi đấu, và giành giải thưởng Cầu thủ xuất sắc nhất năm của Crystal Palace.

### Southampton

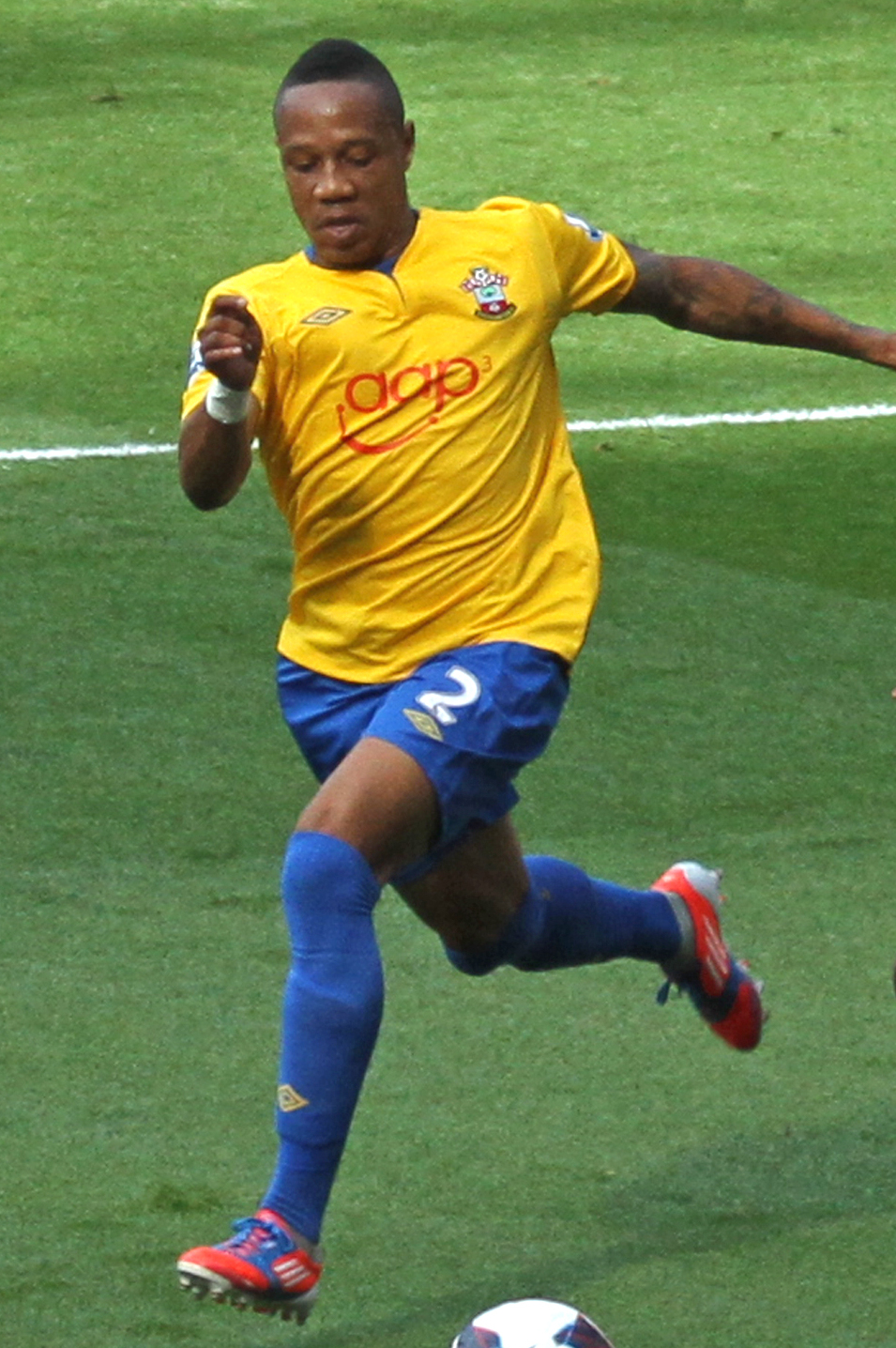
Clyne chơi cho Southampton năm 2012

Vào ngày 19 tháng 7 năm 2012, Clyne đã ký hợp đồng bốn năm với câu lạc bộ thuộc giải Ngoại hạng mới được lên hạng Southampton. Anh ra mắt vào ngày 19 tháng 8, trong trận thua 3-2 trước Manchester City tại Sân vận động Thành phố Manchester. Trận đấu đầu tiên của anh tại St Mary's diễn ra sáu ngày sau đó trong trận thua 0-2 trước Wigan Athletic. Anh đã ghi bàn thắng đầu tiên cho câu lạc bộ vào ngày 22 tháng 9, trong chiến thắng 4-1 trên sân nhà trước Aston Villa. Bàn thắng thứ hai của anh cho câu lạc bộ đến ở vòng ba Cúp FA trước Burnley vào ngày 4 tháng 1 năm 2014, mở ra một chiến thắng 4-3 tại sân nhà với một cú sút cách khung thành hơn 22 mét đánh bại thủ môn Tom Heaton.
Clyne đã ghi bàn trong trận đấu đầu tiên của Southampton ở mùa giải 2014-15 tuy thua 2-1 trước Liverpool trên sân Anfield vào ngày 17 tháng 8. Anh ấy đã ghi bàn thắng thứ hai vào ngày 23 tháng 9 giúp mang lại cho Southampton chiến thắng 2-1 trước Arsenal ở vòng ba League Cup. Vào ngày 24 tháng 11, anh ấy đã hoàn thành đường chuyền dài ở phút thứ 81 kiểu Ryan Bertrand để có được trận hòa 1-1 trước Aston Villa.

### Liverpool

#### 2015-2019
Vào ngày 1 tháng 7 năm 2015, Liverpool đã xác nhận việc ký hợp đồng với Clyne từ Southampton với giá 12,5 triệu bảng trong hợp đồng 5 năm, với câu lạc bộ cũ của anh, Crystal Palace nhận được khoản thanh toán 2,5 triệu bảng. Clyne ra mắt trong màu áo Liverpool trong trận đấu với True Thai Premier League All Stars tại Bangkok vào ngày 14 tháng 7 như một phần của tour du đấu trước mùa giải của câu lạc bộ. Anh ra mắt vào ngày 9 tháng 8 trong chiến thắng 1-0 trên sân khách trước Stoke City trong trận đấu đầu tiên của mùa giải 2015-16 tại Premier League. Vào ngày 8 tháng 10, Clyne đã ghi bàn thắng đầu tiên vào Liverpool trong chiến thắng vòng 4-0 tại League Cup trước AFC Bournemouth; đội giành chiến thắng đầu tiên dưới thời Jürgen Klopp. Mục tiêu giải đấu đầu tiên của anh ấy đến vào ngày 14 tháng 2 năm 2016, trong chiến thắng 6-0 trước Aston Villa.
Vào tháng 3 năm 2016, trong các trận đấu châu Âu đầu tiên của Liverpool với đối thủ Manchester United, Clyne đã có quả phạt đền mà Daniel Sturridge trao cho ở lượt đi, và chỉ để thủng lưới quả phạt đền được ghi bởi Anthony Martial trong lần thứ hai, khi Liverpool giành được tổng tỷ số 3-1 trong vòng 16 cuối cùng của UEFA Europa League. Vào ngày 18 tháng 5, anh đã chơi trọn 90 phút trong trận chung kết, thua 3-1 trước Sevilla ở Basel.
Trước mùa giải 2017-18, Clyne bị chấn thương lưng dự kiến sẽ loại trừ anh ta cho đến tháng 2 năm 2018. Vào ngày 31 tháng 3 năm 2018, anh đã trở lại với tư cách là cầu thủ thay người trong chiến thắng 2-1 của Liverpool trước câu lạc bộ cũ Crystal Palace. Một tuần sau vào ngày 7 tháng 4, anh ấy đã trở lại trong trận hòa 0-0 trước Everton trong trận derby thành Merseyside.

#### AFC Bournemouth (cho mượn)
Clyne gia nhập câu lạc bộ Bournemouth vào ngày 4 tháng 1 năm 2019 theo dạng cho mượn trong phần còn lại của mùa giải 2018-19. Anh ra mắt vào ngày 5 tháng 1 trong trận thua 3-1 tại Cúp FA trước Brighton & Hove Albion.

## Sự nghiệp quốc tế
Clyne sinh ra ở Anh và là người gốc Grenada.
Vào ngày 2 tháng 10 năm 2014, Clyne đã có tên trong đội hình tuyển Anh cho vòng loại Euro 2016 với San Marino và Estonia vào cuối tháng đó. Clyne nói "Mục tiêu của tôi bây giờ là cố gắng đưa mình trở thành lựa chọn đầu tiên cho Euro 2016. Đó là điều tôi sẽ tiếp tục thúc đẩy." Vào ngày 15 tháng 11, anh ra mắt với quốc tế trong vòng loại trên sân nhà trước Slovenia, chơi trọn 90 phút trong chiến thắng 3-1. Clyne tiếp tục khẳng định mình là lựa chọn đầu tiên ngay khi trở lại Anh, xuất hiện ở năm trong số sáu trận vòng loại cuối của đội.

## Thống kê sự nghiệp

### Câu lạc bộ
Tính đến ngày 12 tháng 5 năm 2019
| Câu lạc bộ             | Mùa                 | Giải đấu            | Giải đấu | Giải đấu | Cúp FA | Cúp FA | EFL Cup | EFL Cup | Châu Âu | Châu Âu | Tổng cộng | Tổng cộng |
| Câu lạc bộ             | Mùa                 | Hạng đấu            | Trận     | Bàn      | Trận   | Bàn    | Trận    | Bàn     | Trận    | Bàn     | Trận      | Bàn       |
| ---------------------- | ------------------- | ------------------- | -------- | -------- | ------ | ------ | ------- | ------- | ------- | ------- | --------- | --------- |
| Crystal Palace         | 2008-09             | Championship        | 26       | 0        | 3      | 0      | 0       | 0       | —       | —       | 29        | 0         |
| Crystal Palace         | 2009-10             | Championship        | 22       | 1        | 5      | 0      | 1       | 0       | —       | —       | 28        | 1         |
| Crystal Palace         | 2010-11             | Championship        | 46       | 0        | 1      | 0      | 2       | 0       | —       | —       | 49        | 0         |
| Crystal Palace         | 2011-12             | Championship        | 28       | 0        | 0      | 0      | 3       | 0       | —       | —       | 31        | 0         |
| Crystal Palace         | Tổng cộng           | Tổng cộng           | 122      | 1        | 9      | 0      | 6       | 0       | —       | —       | 137       | 1         |
| Southampton            | 2012-13             | Premier League      | 34       | 1        | 0      | 0      | 0       | 0       | —       | —       | 34        | 1         |
| Southampton            | 2013-14             | Premier League      | 25       | 0        | 3      | 1      | 1       | 0       | —       | —       | 29        | 1         |
| Southampton            | 2014-15             | Premier League      | 35       | 2        | 2      | 0      | 4       | 1       | —       | —       | 41        | 3         |
| Southampton            | Tổng cộng           | Tổng cộng           | 94       | 3        | 5      | 1      | 5       | 1       | —       | —       | 104       | 5         |
| Liverpool              | 2015-16             | Premier League      | 33       | 1        | 1      | 0      | 4       | 1       | 14      | 0       | 52        | 2         |
| Liverpool              | 2016-17             | Premier League      | 37       | 0        | 0      | 0      | 4       | 0       | —       | —       | 41        | 0         |
| Liverpool              | 2017-18             | Premier League      | 3        | 0        | 0      | 0      | 0       | 0       | 2       | 0       | 5         | 0         |
| Liverpool              | 2018-19             | Premier League      | 4        | 0        | —      | —      | 1       | 0       | 0       | 0       | 5         | 0         |
| Liverpool              | Tổng cộng           | Tổng cộng           | 77       | 1        | 1      | 0      | 9       | 1       | 16      | 0       | 103       | 2         |
| AFC Bournemouth (mượn) | 2018-19             | Premier League      | 14       | 0        | 1      | 0      | —       | —       | —       | —       | 15        | 0         |
| Tổng cộng sự nghiệp    | Tổng cộng sự nghiệp | Tổng cộng sự nghiệp | 306      | 5        | 16     | 1      | 20      | 2       | 16      | 0       | 358       | 8         |

1. ↑  Các trận ở UEFA Europa League
2. ↑  Các trận ở UEFA Champions League

### Quốc tế
Tính đến 15 tháng 11 năm 2016
| Tuyển quốc gia | Năm       | Trận | Bàn |
| -------------- | --------- | ---- | --- |
| Anh            | 2014      | 2    | 0   |
| Anh            | 2015      | 7    | 0   |
| Anh            | 2016      | 5    | 0   |
| Tổng cộng      | Tổng cộng | 14   | 0   |

## Danh hiệu

### Câu lạc bộ
Liverpool
- Á quân Cúp Liên đoàn bóng đá Anh: 2015–16[50]
- Á quân UEFA Europa League: 2015–16[51]
- Á quân UEFA Champions League: 2017–18[52]

Crystal Palace
- FA Cup: 2024–25[53]
- FA Community Shield: 2025[54]

### Cá nhân
- PFA Team of the Year: 2011-12 Championship[55]
- Cầu thủ trẻ Crystal Palace của năm: 2008-09, 2009-10[cần dẫn nguồn]
- Football League - Cầu thủ trẻ của năm: 2010[cần dẫn nguồn]
- Giải vô địch U19 châu Âu phần Kỹ thuật chuyên môn: 2010[cần dẫn nguồn]
- Cầu thủ Crystal Palace F.C. của năm: 2010-11[cần dẫn nguồn]
- EFL Championship - Cầu thủ xuất sắc của tháng: Tháng 10 năm 2011[cần dẫn nguồn]